# Мульк
Мульк або малікяне (араб. الملك, тур. Mülk) — термін, яким на мусульманському Сході позначають приватну власність на землю. Це земельні угіддя, пожалувані султаном окремим особам, в повну необмежену власність з правом передачі у спадок, продажу, дарування.
За часів середньовіччя поруч из мульком існувала ікта — умовне земельне володіння.